# Westside Connection
Westside Connection è stato un gruppo hip hop statunitense formato da Ice Cube, WC e Mack 10.
Si tratta di uno tra i gruppi hip hop che maggiormente rappresenta la filosofia gangsta rap, assieme Dr. Dre e Snoop Dogg. Sono inconfondibili per i loro jeans blu, le camicie a quadri ed i cappellini di lana, per i tipici cripwalks nei concerti, e per farsi fotografare come pubblicità in bui scantinati, con sigaro in bocca e carte da gioco, mentre contano mazzette e tengono armi sul tavolo.
Attuali come sonorità di metà anni 1990, adesso il loro flow e le loro sonorità riportano ancora a quel periodo.

## Storia del gruppo
Il componente sicuramente più conosciuto è Ice Cube, rapper famoso per essere stato anche un componente degli N.W.A., storico gruppo tra i propugnatori del gangsta rap e del suono g-funk. A lui si affiancano Mack 10 e WC, quest'ultimo MC di Los Angeles, famoso anche per il vezzo estetico delle treccine al pizzetto.
La Westside Connection viene fondata e lanciata a metà degli anni '90, il momento più controverso della storia dell'hip hop per la faida tra la West Coast e la East Coast. La formazione nasce con un unico obiettivo: dimostrare la superiorità della West Coast. Con questo intento, riferito specialmente ai colleghi/nemici di New York, nascono nel 1996 l'album Bow Down ed il singolo omonimo, che spicca per la ferocia, sentimento che si espanderà di lì a poco ad altri gruppi della costa occidentale, come i Cypress Hill.
Nel brano King of the Hill, Cube si rivolge proprio a B-Real dei Cypress, noto per la voce stridula e nasale, con rime come:
Comin' with voice high-pitched
The B in B-Real must stand for bitch
(Arrivi con la voce alzata di un tono
La B in B-Real sta per battona)
Il successo arriva in fretta, assieme alla fama di temibile realtà dell'hip hop di Los Angeles. Nell'arco della seconda metà degli anni '90 i tre percorrono poi carriere soliste: Ice Cube si afferma MC ed attore, Mack 10 e WC pubblicano alcuni album e rimangono all'interno del circuito underground statunitense.
Nel 2003 il trio si ricostituisce e torna a registrare un secondo album, che viene pubblicato nel dicembre col titolo Terrorist Threats, preceduto dal singolo Gangsta Nation. Anche se il singolo ha buoni dati di vendita, gli amanti dell'hip hop hardcore restano perplessi vedendo il videoclip del primo singolo che mostra come i tre, pur rimanendo fedeli alla filosofia gangsta, vivono una realtà ben diversa: sono ricchi e famosi, ed Ice Cube addirittura ha recitato in commedie tipo Barbershop.
Dopo questa perdita di street-credibility, il trio non ha più pubblicato album sotto il nome Westside Connection. Rimangono comunque uno dei gruppi pionieri del genere gangsta.
Nel 2005, a causa di un litigio tra WC e Mac 10, quest'ultimo lascia il gruppo e va per la sua strada. Ice Cube e WC continuano le loro carriere soliste facendo uscire Cry Now, Laugh Later e Guilty by Affilation.
Nel 2008, dopo l'uscita del singolo Get Used to It del nuovo album di Ice Cube Raw Footage, in collaborazione con WC e The Game, si è parlato di un rimpiazzo di The Game al posto dell'ormai allontanato Mack 10.

## Album
- 1996 Bow Down (Priority Records)
- 2003 Terrorist Threats (Capitol Records)

## Singoli
- 1996 "Bow Down"
- 1997 "Gangstas Make The World Go Round"
- 1999 "Let it Reign" (Thicker Than Water OST);
- 2002 "Irresistible" feat. Mariah Carey (Charmbracelet);
- 2002 "It's the Holidaze" (Friday After Next OST) (Hollywood Records)
- 2003 "Gangsta Nation"

## DVD
- All That Glitters Ain't Gold
- Gangsta Nation Live